# 인재 관리
인재 관리(Talent management, TM)는 조직에 필요한 인적 자본을 예측하고 이러한 요구를 충족하기 위한 계획을 세우는 것이다. 2020년 기준으로 지난 10년간 이 분야는 실무자들 사이에서 중요성이 커지고 관심이 증가했으며 학술 토론에서도 활발하게 논의되었다. 특히 맥킨지의 1997년 연구와 2001년 『인재 전쟁(The War for Talent)』이라는 책이 출간된 이후 더욱 그러했다. 이전 연구의 대부분은 민간 기업과 조직에 초점을 맞췄지만, 현재는 공공 조직에서도 TM이 발견된다.
이러한 맥락에서 인재 관리는 연예 매니저의 관리를 의미하지 않는다. 인재 관리는 전략적 인적 자원 계획을 사용하여 비즈니스 가치를 향상하고 기업과 조직이 목표를 달성할 수 있도록 하는 과학이다. 사람을 채용하고, 유지하고, 개발하고, 보상하고, 성과를 내도록 하는 모든 행위는 인재 관리의 일부를 구성하며 전략적 인력 계획도 마찬가지이다. 인재 관리 전략은 더 적절하게 기능하기 위해 사업 전략 및 지역적 맥락과 연결되어야 한다(Tyskbo, 2019).

## 역사
20세기 후반 기업에서 광범위하게 나타난 "인재 관리"의 전신은 내부 인재 개발에 중점을 두었다. 관리직에 대한 훈련과 평가에 지나치게 강조하여 중간 관리직 인재의 초과 공급을 초래했다. 1970년대 경기 침체에 대한 부실한 사업 예측과 화이트칼라 직원에 대한 해고 금지 정책이 결합되어 기업의 비대화를 야기했다. 1980년대 내내 불황은 기업이 구조조정을 하면서 실업률의 대폭적인 증가를 가져왔고, 내부 개발에 대한 중요성을 덜 두게 되었다. 그 결과 외부 인재 채용이 세기 초에 기업에서 볼 수 있었던 내부 개발 계획을 대부분 대체했으며, 1990년대 후반에는 그 한계에 도달했다. 기업들은 숙련된 직원을 유치하고 잃는 비율이 같다는 것을 알게 되었고, 기존 직원을 유지하고 육성하는 새로운 방법을 모색해야 했다.
이 용어는 1997년 연구 이후 맥킨지 & 컴퍼니에 의해 만들어졌다. 그 다음 해인 1998년에는 엘리자베스 G. 챔버스, 마크 풀론, 헬렌 핸필드-존스, 스티븐 M. 행킨, 에두아르드 G. 마이클스 3세가 쓴 논문에 "인재 관리"라는 용어가 처음으로 사용되었다. 그러나 인적 자원 개발과 조직 효율성 간의 연관성은 1970년대부터 확립되었다.

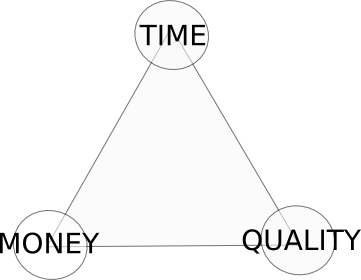

## 구현
인재 관리 시스템은 사업 전략에 사용되어야 하며 회사 전체의 일상적인 프로세스에 구현되어야 한다. 직원을 유치하고 유지하는 일을 전적으로 인적 자원 부서에만 맡길 수 없으며, 조직의 모든 수준에서 실행되어야 한다. 사업 전략은 중간 관리자가 직속 부하 직원의 기술을 개발할 책임을 포함해야 한다. 회사 내 부서들은 직원이 전체적인 조직 목표에 대한 지식을 얻을 수 있도록 다른 부서와 정보를 공개적으로 공유해야 한다. 오늘날 많은 회사와 군대의 문제는 조직이 직원을 유치하는 데 엄청난 노력을 기울이지만, 인재를 유지하고 개발하는 데는 시간을 거의 투자하지 않는다는 것이다.
인재 관리 전략은 HRIS (인적 자원 정보 시스템) 또는 HRMS (인적 자원 관리 시스템)와 같은 기술의 지원을 받을 수 있다.

### 인재 채용
적절한 인재를 채용하는 것은 조직의 전반적인 장기적 성공에 매우 중요하다. 채용 과정은 사람들이 초기 과정을 제대로 이해하지 못하면 조직에 머무르려 하지 않을 것이기 때문에 중요하다. 기술이 크게 발전하여 많은 기업들이 당면한 업무에 적합한 사람을 찾을 수 있게 되었다. 거의 모든 다국적 기업(MNE)은 강력한 인력을 구축해야 하는 과제에 직면해 있다. 전 세계 CEO의 약 75%가 조직의 성장을 목표로 할 때 직면하는 주요 장애물로 필요한 기술과 역량의 부족을 지적했다고 보고되었다(Sen, 2019). 기업은 직원을 "구매"할지 "만들"지 결정해야 한다. 직원을 만드는 것은 업무에 필요한 특정 기술을 개인에게 가르치는 것을 의미한다. 그러나 직원이 해당 기술을 배울 잠재력이 있는지 여부를 결정해야 한다. 직원을 구매하는 것은 업무에 필요한 기술을 이미 갖춘 개인을 고용하는 것이다. 만약 그 사람이 필요한 기술을 가지고 있다면, 그들의 시작 임금은 그 재능을 반영해야 할 가능성이 높다.

### 평가
인재 관리 관점에서 직원 평가는 성과와 잠재력이라는 두 가지 주요 측정 영역과 관련이 있다. 특정 직무 내에서 현재 직원의 성과는 항상 직원의 수익성을 측정하는 표준 평가 도구였다. 그러나 인재 관리는 직원의 잠재력, 즉 적절한 기술 개발과 책임 증가가 주어진 경우 직원의 미래 성과에 초점을 맞추기도 한다. 이러한 차원에 포함되는 내용은 지역 조직 상황에 따라 다를 수 있음이 밝혀졌다(Tyskbo, 2019).

### 인재 마켓플레이스
인재 마켓플레이스는 조직 내에 구축된 직원 훈련 및 개발 전략이다. 이는 가장 생산적인 직원이 특정 직원에게 이상적인 프로젝트 및 과제를 선택하고 선택할 수 있는 회사에 가장 유익한 것으로 나타났다. 이상적인 환경은 생산성이 직원 중심적이며 작업이 예를 들어 로펌과 같이 "판단 기반 작업"으로 설명되는 곳이다. 부서 내에서 인재 마켓플레이스를 활성화하는 목적은 개인의 특정 기술(프로젝트 관리 또는 특정 분야에 대한 광범위한 지식)을 당면한 작업과 연결하고 활용하는 것이다. 인재 마켓플레이스 전략을 구현하는 회사의 예로는 아메리칸 익스프레스와 IBM이 있다. 오늘날의 세계화된 경제에서 문화적 민첩성은 국제 기업이 채용 시 구직자에게 특히 중요하게 여기는 행동 특성이다.

### 직원 유지
직원을 장기적으로 조직에서 일하게 하는 과정을 직원 유지(employee retention)라고 정의한다(Sen, 2019). 조직 자원은 신입 사원을 숙련된 근로자로 훈련시키는 데 사용된다. 이는 가능한 한 오랫동안 직원을 유지하려는 기업에 선택권을 제공한다(Sen, 2019). 직원과 경영진 간의 건강한 장기적 관계를 유지함으로써 기업은 숙련되고 재능 있는 직원들이 장기 목표를 달성하기 위해 긴밀하게 협력하여 이점을 얻는다. 직원 유지에 가장 중요한 요소는 보상, 직장 환경, 성장 기회, 그리고 회사의 지원 구조이다(Sen, 2019). 직원 참여 및 유지의 가장 큰 동인 중 하나는 무형 자산으로, 주로 관리자가 직원을 대하는 방식과 관련이 있다. 모든 직원에 대한 적절하고 공정한 대우는 참여 수준을 높이고 장기적으로 마이크로매니징의 필요성을 줄일 것이다. 재능 있는 사람들이 직장을 떠나는 주된 이유는 조직을 위해 하고 싶은 만큼 할 수 없기 때문이다. 적합한 직원들은 일상 업무를 수행하면서 영향력 있다고 느끼고 중요성을 느끼기를 원한다. 직원들은 직속 상사와의 좋은 관계와 열린 의사소통, 그리고 직장에서 중요성을 느낀다면 더 오래 머물 가능성이 높다. 이것이 최전선 리더들이 직원 유지 기술을 개발해야 하는 주된 이유이다. 왜냐하면 유지율은 미래의 연례 보고서에서 두드러지게 나타날 것이기 때문이다. 만약 경영진이 올바른 직원을 채용하고 유지할 수 있다면, 이는 미래에 긍정적이고 지속 가능한 성공으로 이어질 것이다.
『Talent: How to Identify Entrepreneurs』(2022)에서 경제학자 타일러 코웬과 기업가 다니엘 그로스는 현대 사회가 인재를 발굴하고 재능 있는 사람들이 유지되고 번창할 수 있는 틀을 제공하는 능력이 부족하다고 제안한다.

## 현재 적용
경기 침체기에는 많은 기업들이 비용 절감의 필요성을 느낀다. 이는 각 직원과 조직의 성과를 최적화하는 수단으로 인재 관리 시스템을 실행하기에 이상적인 환경이 되어야 한다. 선발 제안은 높은 투자 수익을 제공한다. 직무 분석 및 평가 검증은 선발 도구의 예측력을 향상시키는 데 도움이 된다. 채용당 비용 또는 평균 채용 시간과 같은 데이터 포인트는 인재 관리를 위한 예측 분석에서 매우 중요하다. 이러한 평가 방법은 과거 데이터를 사용하여 통찰력을 제공한다. 그러나 많은 기업에서 인적 자본 관리의 개념은 이제 막 발전하기 시작했다. 더 많은 기업들이 글로벌 발자취를 심화하는 과정에 있으면서 새로운 전략과 제품에 대한 질문은 많이 제기되었지만, 세계화 과정에서 성공을 가져올 리더십 구조의 종류에 대해서는 매우 적은 질문이 있었다. "실제로 오늘날 명확한 인재 관리 전략과 운영 프로그램을 갖추고 있다고 말하는 조직은 5%에 불과하다." 세계화가 인재 관리 관행에 미치는 영향은 최근 여러 서적에서 구체적으로 다루고 있다.

## 같이 보기
- 인적자원관리